# Velvet Darkness They Fear
Velvet Darkness They Fear drugi je studijski album norveškog metal sastava Theatre of Tragedy. Izašao je 1996., temu pjesama uglavnom čini fantastika, dok su tekstovi pisani u Early Modern English stilu. Pjesma Der Tanz Der Schatten napisana je na njemačkom jeziku.

## Popis skladbi
1. "Velvet Darkness They Fear" – 1:05
2. "Fair and 'Guiling Copesmate Death" – 7:05
3. "Bring Forth Ye Shadow" – 6:49
4. "Seraphic Deviltry" – 5:17
5. "And When He Falleth" – 7:08
6. "Der Tanz Der Schatten" – 5:29
7. "Black as the Devil Painteth" – 5:26
8. "On Whom the Moon Doth Shine" – 6:15
9. "The Masquerader and Phoenix" – 7:35